# Marcel Haëntjens
Marcel Marie Louis Haëntjens (* 24. Juli 1869 in Saint-Corneille; † 2. Juni 1915 in Lausanne, Schweiz) war ein französischer Krocketspieler und Reiter.

## Karriere
Haëntjens nahm 1900 an den Olympischen Spielen in Paris teil. Hier partizipierte er in den Krocketwettbewerben mit einer Kugel und mit zwei Kugeln. Auch an Wettkämpfen im Reitsport war er beteiligt.
Seine Schwester Jeanne Filleul-Brohy sowie sein Cousin Jacques Sautereau und seine Cousine Marie Ohier waren ebenfalls Teilnehmer von Wettbewerben im Krocket bei den Olympischen Spielen 1900.